# مارکوس ویت
مارکوس ویت (انگلیسی: Marcos Witt؛ زادهٔ ۱۹ مهٔ ۱۹۶۲) یک موسیقی‌دان اهل ایالات متحده آمریکا است.